# Apologeterna
Uttrycket apologeterna används om en grupp författare som under 100-200-talet e.Kr. skrev försvarsskrifter för de kristna, ofta riktade till staten. I deras skrifter finns de första försöken att harmonisera kristendomen med grekisk filosofi. De hade tagit till sig mycket av den grekiska bildningen men hade olika inställning till den. Till exempel var Justinus Martyren positiv till grekernas bildning, medan Tatianos avvisade hela den grekiska kulturen.
Ordet "apologet" är av grekiskt ursprung och betyder "försvarare". I en utvidgad betydelse betecknar det inte bara de tidiga apologeterna utan också senare kristendomsförsvarare, även nutida. I en än mer allmän betydelse kan ordet också syfta på någon som försvarar annat än kristendomen.

## De viktigaste fornkristna apologeterna
(i ungefärlig tidsordning)
- Justinus Martyren (ca 100-165)
- Aristides av Aten (100-talets mitt)
- Tatianos (100-talets mitt)
- Athenagoras (100-talets andra hälft)
- Theophilos av Antiochia (100-talets andra hälft)
- Clemens av Alexandria (ca 150-215)
- Tertullianus (ca 160-225)
- Minucius Felix (tidigt 200-tal)
- Origenes (ca 185-254)

## Apologeter i modern tid
| - Gleason Archer - G. K. Chesterton - Gordon Clark - Norman Geisler - Joel Halldorf | - Carl F.H. Henry - Dietrich von Hildebrand - Peter Kreeft - William Lane Craig | - C.S. Lewis - Josh McDowell (författare) - Alister McGrath - J.P Moreland | - Wolfhart Pannenberg - Alvin Plantinga - Francis A Schaeffer - F.C. Sproul | - Wilhelm Stählin - Richard Swinburne - Thomas av Aquino - Cornelius Van Til | - Keith Ward - Nicholas Wolterstorff - Ravi Zacharias | - Kimberly Hahn - Scott Hahn |